# 2086 Newell
2086 Newell là một tiểu hành tinh được phát hiện tại ở Đài thiên văn Goethe Link gần Brooklyn, Indiana bởi Chương trình tiểu hành tinh Indiana.